# Mrežničke Poljice
Mrežničke Poljice is een plaats in de gemeente Duga Resa in de Kroatische provincie Karlovac. De plaats telt 121 inwoners (2001).